# Lakshay Jain
Lakshay Jain (nacido el 30 de enero de 2004 en Panchkula, Haryana, India) es un empresario, conferenciante TEDx e innovador en medios digitales. Es fundador y consejero delegado de Mascan, un holding de medios digitales con presencia mundial. Ampliamente reconocido como uno de los innovadores más jóvenes del ecosistema de startups de la India, Jain ha aparecido en importantes publicaciones internacionales y ha sido incluido entre los principales emprendedores por Rolling Stone, YourStory y Mid-Day.

## Primeros años y educación
Lakshay Jain nació en Panchkula, Haryana (India). Empezó a programar a los 7 años y a trabajar como autónomo al principio de la adolescencia. A los 16 ya había fundado su primera empresa y había obtenido un reconocimiento temprano por su trabajo en tecnología digital.

## Carrera profesional
Jain es conocido por ser el fundador de Mascan, una empresa de medios digitales y holding que ha ampliado sus operaciones a escala internacional, incluida África. Sus empresas se centran en Web3, branding digital y soluciones mediáticas para startups y personajes públicos.
También es ponente de TEDx y ha escrito extensamente para publicaciones como Entrepreneur (revista) y Times of Israel, donde comparte sus ideas sobre el espíritu empresarial, la innovación digital y las tendencias mundiales de los medios de comunicación.
En 2025, Jain apareció en la lista de "10 emprendedores a seguir" de Rolling Stone UK, en la de "15 emprendedores que cambian el juego" de YourStory, y ocupó el primer puesto en la lista de "Las 10 personalidades más inspiradoras de la India" de Mid-Day.

## Reconocimientos y premios
- Joven innovador del año - Entrepreneur India Startup Awards, 2025.[11]
- Reconocida por The Guardian y The South African por la expansión de Mascan en los mercados africanos.[12][13]

Jain también ha sido entrevistado por CW33, y ha aparecido en Financial Express, India.com, Outlook revista, Businessworld, y Hollywood Life, entre otros.